# John Hennigan (Pokerspieler)
John Hennigan (* 10. August 1970 in Philadelphia, Pennsylvania) ist ein professioneller US-amerikanischer Pokerspieler.
Hennigan ist sechsfacher Braceletgewinner der World Series of Poker und gewann einmal das Main Event der World Poker Tour. Er ist Mitglied der Poker Hall of Fame und wurde 2019 als einer der 50 besten Spieler der Pokergeschichte genannt.

## Pokerkarriere

### Werdegang
Sein erstes Ausrufezeichen im professionellen Pokerzirkus setzte Hennigan 1999, als er beim Main Event der World Series of Poker (WSOP) in Las Vegas 19. wurde. Im April 2002 erreichte er zwei Finaltische der WSOP. Zuerst belegte der Amerikaner den siebten Platz bei einem Turnier der Variante Seven Card Stud. Zwei Tage später gewann er sein erstes Bracelet in der gemischten Variante H.O.R.S.E. und sicherte sich knapp 120.000 US-Dollar, nachdem er am Finaltisch unter anderem Men Nguyen und Phil Ivey hinter sich gelassen hatte. Ende 2002 gelang Hennigan ein weiterer Triumph durch den Titelgewinn bei den United States Poker Championships. Damit sicherte er sich im Heads-Up gegen Erik Seidel 216.000 US-Dollar und den Titel des Amerikanischen Meisters. Im Folgejahr wurde Hennigan bei diesem Turnier Fünfter und erhielt über 50.000 US-Dollar. Bei der WSOP 2004 gewann er in Limit Hold’em sein zweites Bracelet und rund 325.000 US-Dollar. Ende Januar 2007 gewann der Amerikaner das Main Event der World Poker Tour. In Atlantic City ließ er 570 Spieler hinter sich und gewann mehr als 1,6 Millionen US-Dollar Preisgeld. Bei der einmal jährlich bei der WSOP ausgespielten 50.000 teuren Poker Player’s Championship wurde Hennigan 2012 Zwölfter und 2013 Dritter, wofür er insgesamt über 800.000 US-Dollar erhielt. Bei der WSOP 2014 gewann Hennigan dieses renommierte Turnier. Dies brachte ihm sein drittes Bracelet sowie mehr als 1,5 Millionen US-Dollar Siegprämie ein. Ende Juni 2016 setzte er sich bei der Limit 2-7 Triple Draw Lowball Championship durch und erhielt sein viertes Bracelet. Sein fünftes Bracelet gewann der Amerikaner bei der WSOP 2018 in H.O.R.S.E. Drei Tage nach diesem Erfolg wurde er hinter Michael Mizrachi Zweiter bei der Poker Player’s Championship und erhielt rund 765.000 US-Dollar. Mitte Juli 2018 wurde Hennigan in die Poker Hall of Fame aufgenommen. Bei der WSOP 2019 gewann er die Seven Card Stud Championship und erhielt sein sechstes Bracelet sowie eine Siegprämie von knapp 250.000 US-Dollar. Einige Tage später wurde er im Rahmen der 50. Austragung der Turnierserie als einer der 50 besten Spieler der Pokergeschichte genannt.
Insgesamt hat sich Hennigan mit Poker bei Live-Turnieren mehr als 9 Millionen US-Dollar erspielt. Daniel Negreanu und Gavin Smith gaben in einem Interview an, dass er der beste Spieler sei, dem sie jemals gegenübergesessen hätten. Seinen Spitznamen Johnny World erhielt Hennigan, weil er bereit ist, auf jede beliebige Sache in der Welt zu wetten. Abgesehen von Poker ist er ein respektierter Poolspieler.

### Braceletübersicht
Hennigan kam bei der WSOP 52-mal ins Geld und gewann sechs Bracelets:
| Jahr | Buy-in (in $) | Turnier                                    | Teilnehmer | Preisgeld (in $) |
| ---- | ------------- | ------------------------------------------ | ---------- | ---------------- |
| 2002 | 02.000        | Limit Seven Card Stud Hi-Lo                | 156        | 0.117.320        |
| 2004 | 05.000        | Limit Hold’em                              | 213        | 0.325.360        |
| 2014 | 50.000        | The Poker Player’s Championship            | 102        | 1.517.767        |
| 2016 | 10.000        | Limit 2-7 Lowball Triple Draw Championship | 125        | 0.320.103        |
| 2018 | 10.000        | H.O.R.S.E.                                 | 166        | 0.414.692        |
| 2019 | 10.000        | Seven Card Stud                            | 088        | 0.245.451        |